# 佐竹義理
佐竹義理（日语：／ Satake Yoshisato，1858年10月10日—1914年4月26日），日本幕末大名，出羽久保田新田藩（岩崎藩）第九任（末任）藩主。幼名常丸。陸奧國相馬中村藩主相馬充胤之三子。
明治2年（1869年）5月25日，养父佐竹义諶隱居，佐竹義理繼承家督。同年6月版籍奉還，改任知藩事。明治4年（1871年），由於廢藩置縣而免官。
明治9年（1876年）9月，成為司法省法律学生，但於明治10年1月，因健康理由辭退。明治17年（1884年）7月，獲授予子爵。同年7月，於学习院另行研修毕业。明治23年（1890年）7月，當選貴族院議員。另任職國光生命保險會社社長，作為企業家活跃。大正3年（1914年）4月26日去世，終年57岁。墓地於东京板桥区小豆澤三丁目總泉寺。

## 榮譽
- 1914年(大正3年) 4月25日 - 從二位 [1]